# Баринов Микола Михайлович
Мико́ла Миха́йлович Ба́ринов (нар. 1914 — пом. 1983) — радянський військовик, учасник битви на озері Хасан, капітан. Герой Радянського Союзу (1938).

## Життєпис
Народився 9 (24) березня 1914 року в селі Наумово, нині Бутурлінського району Нижньогородської області Росії, в селянській родині. Росіянин.
У 1931 році закінчив 5 класів школи й протягом 1932–1934 років навчався в Семенівському деревообробному технікумі. Після закінчення 2 курсу технікуму направлений в Кувакінський (нині Алатирський) район Чуваської АРСР на посаду голови лісопромислової артілі.
До лав РСЧА призваний у 1936 році. Військову службу проходив на Далекому Сході, де закінчив школу молодшого командного складу. Брав участь у битві на озері Хасан. Особливо командир взводу 95-го стрілецького полку 32-ї стрілецької дивізії (1-ша Приморська армія, Далекосхідний фронт) молодший комвзводу М. М. Баринов відзначився в нічній атаці 6 серпня 1938 року, коли особисто знищив кілька солдатів супротивника. Під час атаки 10 серпня він першим досяг японських позицій, багнетом заколов 2 ворожих солдатів, рятуючи життя командирові. Попри поранення не полишив поле бою.
Член ВКП(б) з 1939 року. У 1940 році закінчив Сталінградську військову авіаційну школу льотчиків. Протягом німецько-радянської війни залишався льотчиком-інструктором цієї ж школи. У квітні 1945 року закінчив Вищу офіцерську школу ВПС СРСР. Проходив службу на посаді командира ескадрильї 672-го штурмового авіаційного полку.
У серпні 1946 року капітан М. М. Баринов звільнений в запас за станом здоров'я. Мешкав у місті Бор Нижньогородської області, працював на Борському склозаводі.
Помер 26 лютого 1983 року. Похований на кладовищі смт. Велике Пікіно (нині — в межах міста Бор).

## Нагороди
Указом Президії Верховної Ради СРСР від 25 жовтня 1938 року «за зразкове виконання бойових завдань і геройство, виявлене при обороні району озера Хасан», молодшому комвзводу Баринову Миколі Михайловичу присвоєне звання Героя Радянського Союзу. Після встановлення знаку особливої відзнаки, отримав медаль «Золота Зірка» за № 5950.
Був також нагороджений орденом Леніна (25.10.1938) і медалями.